# Kolcomysz sahelska
Kolcomysz sahelska (Acomys johannis) – gatunek ssaka z podrodziny sztywniaków (Deomyinae) w obrębie rodziny myszowatych (Muridae), występujący w Afryce Zachodniej, w regionie Sahelu.

## Zasięg występowania
Kolcomysz sahelska występuje w zachodniej Afryce na sudańskich sawannach na południe i zachód od rzeki Niger (Mali, Burkina Faso, Niger, północna Ghana, północne Togo i północny Benin); występuje także w północnej Nigerii, północnym Kamerunie i południowym Czadzie.

## Taksonomia
Gatunek po raz pierwszy zgodnie z zasadami nazewnictwa binominalnego opisał w 1912 roku brytyjski zoolog Oldfield Thomas nadając mu nazwę 	Acomys johannis. Holotyp pochodził z Kabwir, na wysokości 2700 ft (823 m), na płaskowyżu Bauczi, w północnej Nigerii.
A. johannis był początkowo zaliczany do Acomys cahirinus lub A. cineraceus. Został podniesiony do rangi odrębnego gatunku na podstawie analiz cytogenetycznych i koloru sierści; jego garnitur chromosomowy (2n = 66-68, FN = 66-72) oraz cechy zewnętrzne, budowa czaszki i zębów różnią się od A. chudeaui. Pod względem molekularnym należy do kompleksu gatunkowego A. cahirinus-dimidiatus. Autorzy Illustrated Checklist of the Mammals of the World uznają ten takson za gatunek monotypowy.

### Etymologia
- Acomys: gr. ακη akē „ostry punkt”; μυς mus, μυός muos „mysz”[7].
- johannis: dr. John C. Fox, brytyjski lekarz który mieszkał w Kabwir w Nigerii i kierował lokalnym szpitalem założonym przez towarzystwo misyjne[8].

## Morfologia
Jest to mała kolcomysz, której ciało bez ogona mierzy od 95 do 123 mm długości (średnio 109 mm). Ogon jest dość długi (90% długości reszty ciała) osiągając 85–115 mm, łatwo się odrywa (jest to wspólna cecha kolcomyszy). Długość ucha 15–19,5 mm, długość tylnej stopy 16–19,5 mm; masa ciała 26–60 g. Sierść na grzbiecie od czekoladobrązowej do szarej, bledszą na bokach ciała; włosy są brązowe, szare u nasady i z ciemną końcówką. Brzuch jest cały biały, wyraźnie oddzielony kolorystycznie od boków. Szczeciniaste „kolce” znajdują się na tylnej części ciała. Pyszczek zwierzęcia jest wydłużony, uszy są względnie duże, a oczy małe. Tylne łapy są krótkie. Garnitur chromosomowy wynosi 2n = 66-68, FN = 66-72.

## Biologia
Kolcomysz sahelska jest spotykana od 200 do 1000 m n.p.m. Żyje zarówno na skalistych fragmentach Sahelu, jak i na terenach trawiastych. Prowadzi naziemny tryb życia, jest owadożerna. Nie wiadomo, czy potrafi przetrwać w zaburzonym środowisku. Prowadzi naziemny, nocny tryb życia.

## Populacja
Międzynarodowa Unia Ochrony Przyrody uznaje kolcomysz sahelską za gatunek najmniejszej troski. Nie są znane zagrożenia dla gatunku, jest on szeroko rozpowszechniony i pospolity w sprzyjającym środowisku. Prawdopodobnie żyje w Parku Narodowym W w Nigrze i innych obszarach chronionych.